# Koya Kitagawa
Koya Kitagawa (n. 26 iulie 1996, Shizuoka, Japonia) este un fotbalist japonez.
Între 2018 și 2019, Kitagawa a jucat 8 meciuri pentru echipa națională a Japoniei.

## Statistici
| Japonia | Japonia | Japonia |
| An      | Meciuri | Goluri  |
| ------- | ------- | ------- |
| 2018    | 3       | 0       |
| 2019    | 5       | 0       |
| Total   | 8       | 0       |